# Charles Zumstein
Pour les articles homonymes, voir Zumstein (homonymie).
Poète-paysan et radiesthésiste du Sundgau, Charles Zumstein est né le 30 janvier 1867 à Magstatt-le-Bas et décédé le 26 février 1963.

## Biographie
Né en 1867 à Magstatt-le-Bas,, il est agriculteur toute sa vie,, tout en étant également radiesthésiste, sourcier, poète et conteur. Il apparaît bien vite comme une des figures les plus connues du Sundgau, une région située au sud de l'Alsace, au carrefour de la Suisse et de l'Allemagne grâce à sa mémoire impressionnante qui lui permet de réciter ses œuvres. Même Guillaume II le fait venir en 1912 à Strasbourg afin qu'il lui récite trois de ses poèmes. Dès l'âge de 11 ans, il écrit ses premiers poèmes en dialecte,. En 1906, il publie un recueil de poésies en langue allemande, sous le titre Klänge aus dem Sundgau.
Attaché aux vieilles légendes et traditions, Charles Zumstein cultive l'amour du terroir, le « Heimweh » de l'être alémanique qu'il était. Dans un de ses poèmes, il disait :
Awer sott i dusse bliwe

Hätt i's noch so schön un güt,

Fir in d'Heimet wieder z'Kumme

Gab i s'letschte Tröpfle Blüet.

Traduction libre :

Mais si je devais m'expatrier

La vie y serait-elle belle et agréable,

Pour revenir dans mon terroir

Je verserais ma dernière goutte de sang.
Il meurt en 1963 à Magstatt-le-Bas,.

## Pour approfondir